# David Schwarz

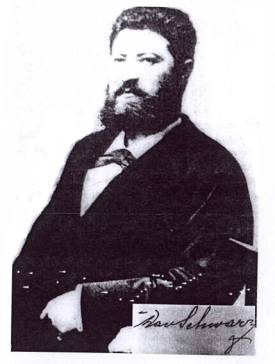
David Schwarz (um 1890)

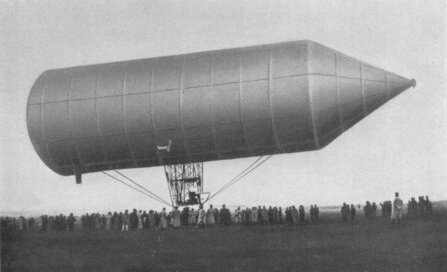
Luftschiff von David Schwarz, Zuseher

David Schwarz (* 7. Dezember 1850 in Keszthely, Kaisertum Österreich; † 13. Januar 1897 in Wien, Österreich-Ungarn) war ein Luftfahrtpionier. Er schuf das erste Metallluftschiff.

## Leben
David Schwarz wurde als Sohn jüdischer Eltern in Keszthely im Königreich Ungarn geboren. Im Jahr 1880 heiratete er Melanie Kaufmann (1858–1939), die Tochter eines jüdischen Gasthauseigentümers. In Agram betrieb er 1890–1891 eine Mehlagentur.
Seine Tochter war die Opern- und Operettensängerin Vera Schwarz, sein Sohn Paul studierte Maschinenbau.
Schwarz soll nur die Elementarschule besucht und eine kaufmännische Lehre in Županja absolviert haben.
Eine spezielle technische Ausbildung hatte er nicht, er beschäftigte sich jedoch intensiv autodidaktisch mit Technik und entwickelte so beispielsweise diverse Verbesserungen für Holzschneidemaschinen.

## Die Idee
Erst in den 1880er-Jahren begann sich Schwarz mit Luftschiffen zu befassen. Anlass war sein Aufenthalt in einer Blockhütte in Kroatien zu Beginn des Winters. Er überwachte dort die Holzfällarbeiten in einem neu gekauften Forst. Als die Arbeiten länger als geplant dauerten, ließ sich Schwarz von seiner Frau aus Agram zum abendlichen Zeitvertreib Literatur schicken. Da ihm Charles Dickens und Victor Hugo nicht zusagten, wie einem Brief seiner Frau zu entnehmen ist, sandte sie ihm ein Werk von Aristoteles und ein Lehrbuch zur Mechanik.
Wodurch Schwarz schließlich angeregt wurde, ein eigenes Luftschiff zu bauen, ist nicht zweifelsfrei geklärt. Von nun an verfolgte er jedoch diesen Gedanken intensiv weiter. Das Holzgeschäft litt darunter und er erntete, wie viele andere Luftfahrtpioniere auch, viel Spott für sein Projekt. Seine Frau Melanie unterstützte ihn jedoch nach Kräften. Bereits zu dieser Zeit beschäftigte sich Schwarz mit der Verwendung von Aluminium für die Konstruktion, einem damals neuen Werkstoff.

## In Russland

Luftschiffhalle St. Petersburg, 1893

Nachdem David Schwarz die Konstruktion seines Ganzmetallluftschiffes ausgearbeitet hatte, bot er seine Unterlagen in Wien dem Kriegsminister von Österreich-Ungarn an. Die Idee stieß auf Interesse, jedoch war niemand bereit, finanzielle Mittel für dieses Vorhaben zur Verfügung zu stellen.
Der russische Militärattaché in Wien, Oberst Sujew, empfahl Schwarz, dessen Luftschiffkonzept in St. Petersburg vorzustellen. Nach Verhandlungen mit dem russischen Kriegsministerium begann Schwarz im Jahr 1892 erste Aluminiumteile des geplanten Luftschiffs, die von Carl Berg in seiner Fabrik in Deutschland hergestellt wurden, nach Russland zu verschicken. Ab dem Jahr 1893 wurde das Luftschiff dann in zweijähriger Konstruktionsarbeit nach den Ideen von Schwarz konstruiert. Im Wosduchoplawatelny Park (russisch Воздухоплавательный парк), einem militärischen Testgelände, war hierfür eigens eine Luftschiffhalle errichtet worden. Im Herbst 1894 stellte sich heraus, dass die Entwicklungskosten drastisch überschritten wurden. Ursprünglich sollte das Vorhaben 1.500 Rubel kosten. Letztendlich verschlang die Konstruktion jedoch 100.000 Rubel. Nach diesem Rückschlag gab das russische Militär im Oktober 1894 das Luftschiffprojekt auf.
Innerhalb der Literatur ist umstritten, ob das Luftschiff seinen Erstflug absolvierte, bevor das Projekt beendet worden war. Schwarz und später auch seine Witwe behaupteten, dass dort Probefahrten gemacht wurden, was jedoch nie belegt werden konnte. Die Fachwelt geht von Problemen bei der Füllung des Auftriebskörpers aus, wobei offen ist, ob die Gasqualität mangelhaft war oder konstruktive Probleme auftraten. Die Umstände der Rückkehr von Schwarz sind ebenfalls ungeklärt, jedoch wird von einer überhasteten Abreise aus Russland berichtet.

## Zurück in Deutschland
In Deutschland gewann Schwarz, der nach einem Aluminiumverarbeiter gesucht hatte, den Industriellen Carl Berg für seine Idee, der bereits einige Erfahrungen in der Verarbeitung und Weiterentwicklung des noch neuen Werkstoffes Aluminium hatte und später auch Konstruktionsteile für Zeppelins erstes Luftschiff liefern sollte. Berg war zum damaligen Zeitpunkt einer von zwei Aluminiumfabrikanten in Deutschland. Mit seiner finanziellen und technischen Hilfe wurde das Luftschiff schließlich fertig projektiert und gebaut.
1895 wurde auf dem Tempelhofer Feld bei Berlin mit dem Bau begonnen. Die preußische Luftschiffer-Abteilung stellte dafür ihr Gelände und zeitweilig auch Personal zur Verfügung. Die Teile wurden im Werk von Carl Berg in Eveking/Westfalen produziert und in Berlin unter der Anleitung von Schwarz zusammengesetzt.
Schwarz erlebte den erfolgreichen Jungfernflug seines Schiffes jedoch nicht mehr. Er war in den Jahren 1892 bis 1896 viel auf Reisen, was ihn wohl körperlich strapaziert hatte, außerdem war er nikotinsüchtig. Er brach am 13. Januar 1897 in Wien auf der Straße vor dem Restaurant „Zur Linde“ zusammen und verstarb wenige Minuten später in einem Hausflur an Herzversagen. Historische Quellen sprechen von einem Blutsturz. Kurz zuvor hatte er die Nachricht erhalten, dass sein Luftschiff zur Füllung mit Gas bereit wäre.
Die jüdische Gemeinde der Stadt Wien ehrte David Schwarz durch ein Ehrenbegräbnis und mit einem Grabmal auf dem Zentralfriedhof.

## Nach dem Tod von Schwarz
Seine Frau Melanie, die als energische und kluge Frau beschrieben wird, hatte danach große Schwierigkeiten, das vielversprechende Projekt zu Ende zu bringen. Insbesondere verweigerte das Militär die Zusammenarbeit, weil es eine „jüdische Sache“ sei, so dass sich zunächst kein Pilot für den Testflug finden ließ. Schließlich konnte sie Ernst Jagels dafür gewinnen.

## Das Schwarzsche Luftschiff
Das Schwarzsche Luftschiff war das erste Ganzmetallluftschiff der Welt. Außer dem US-amerikanischen ZMC-2 aus den 1930ern erhob sich bis in die Gegenwart kein weiteres Schiff dieser Konstruktionsweise in die Luft. Die Idee war jedoch nicht neu, schon Georg Baumgarten hat sie in einem seiner Patente veröffentlicht.
Das Schiff bestand aus einem starren Auftriebskörper mit innerem Gerüst, an dem die Gondel fest angebracht war. Beides stellte bis dahin nicht gekannte Merkmale eines Luftschiffes dar. Die Länge des Auftriebskörpers betrug 38,32 m. Die Hülle bestand aus 0,18 bis 0,20 Millimeter dicken Aluminiumblechbahnen, die luftdicht gefalzt und genietet, sowie über die innere Aluminium-Konstruktion gespannt waren. Der Auftriebskörper hatte einen Zylinder mit 12 m Durchmesser und 24,32 m Länge als mittiges Hauptelement. Hinten am Heck wurde der Zylinder durch eine Kugelkalotte von 3 m Höhe (hier: Länge) abgeschlossen, den Bug bildete ein 11 m langer Kegel. Der Gesamtkörper war in 13 Segmente (Gaszellen) eingeteilt, die je eine eigene Füllöffnung unten besaßen.
Das innere Gerüst war ebenfalls 24,32 m lang, 8 m breit und bestand aus zwei Längsgitterträgern mit zwei parallelen Zwischenträgern und zehn Querträgern (alle in einer Ebene). Die Träger bestanden aus 200-mm-Gittern und waren aus 20×20×2-mm-Winkeln gebaut worden. Die Gondel hing an vier Gitterträgern, die an zwei Querträgern des Hauptrahmens befestigt waren, mit der Unterkante etwa 4,4 m unter dem Auftriebskörper. Sie war mit Seilen oder Drähten zu weiteren Trägern weiter verspannt. Der Antrieb bestand aus einem 12-PS-Daimler-Motor, aus damaliger Sicht ein Hochleistungstriebwerk. Es trieb über Riemen zwei außenliegende Propeller mit je zwei Meter Durchmesser und einen Propeller am Ende der Gondel mit 2,6 Metern Durchmesser an. Der Motor war weiterhin über ein Winkelgetriebe mit einem zwei-Meter-Propeller unter dem Gondelboden verbunden, der für vertikalen Schub sorgen sollte.

## Fertigstellung des Schiffes
Das Schiff wurde nach Verzögerungen erstmals am 9. Oktober 1896 mit Gas befüllt, jedoch war das Ergebnis nicht zufriedenstellend, da das von den Vereinigten Chemischen Fabriken aus Leopoldshall (bei Staßfurt) gelieferte Wasserstoffgas nicht die benötigte Qualität aufwies und daher nicht genug Auftrieb erzeugte. Die Konstrukteure hatten mit 1,15 kg/m³ gerechnet. Gas ausreichender Qualität konnte erst ab dem 13. Januar 1897 geliefert werden, dem Todestag von Schwarz.

## Die erste und einzige Fahrt
Am 3. November 1897 erhob sich dann in Tempelhof bei Berlin das erste Mal ein Starrluftschiff in die Lüfte. Es erreichte eine Höhe von 400 m. Da Treibriemen von den Riemenscheiben absprangen und mit der abklingenden Fahrt gegenüber Luft die Steuerung ausfiel, musste das Luftschiff notlanden und ging dabei zu Bruch. Der Pilot erlitt nur leichte Verletzungen.
Graf Zeppelin war unter den Zuschauern und hat die Entwicklung von Schwarz – abgewandelt – erfolgreich zum Zeppelin weitergetrieben.
Das Tempelhofer Feld war 1896 Exercierplatz der Berliner Garnison; die Heeres-Luftschiffer hatten ab 1885 hier einen Übungsplatz erhalten.